# Balanço (náutica)
Balanço é em náutica o nome dado ao movimento oscilatório de um navio em qualquer direção, provocado pela agitação da água, a ondulação, mas é mais normalmente associado ao movimento lateral.
Este movimento toma o nome de arfada quando o balanço se faz no sentido popa/proa por efeito da ondulação, movimento também conhecido por caturrar . 